# Johann Baptist von Waldstätten
Johann Baptist von Waldstätten (Gospić (Horvátország), 1833. június 24. – Bécs, 1914. december 31.) báró, osztrák–magyar táborszernagy és hadi író.

## Élete
Miután elvégezte a bécsújhelyi katonai akadémiát, 1851-ben hadnagyként kezdte pályafutását a hadseregben. 1854-ben főhadnaggyá lépett elő, és a hadi iskola elvégzése után századosként a törzskarba osztották. Mint ilyen, részt vett az 1859-es olasz hadjáratban, ahol Magenta és Solferino mellett kitüntette magát és őrnaggyá nevezték ki. Az 1866-os hadjáratban a poroszok ellen az I. könnyű lovasdandárhoz osztották be mint törzskari főnököt. 1867-ben alezredes, 1870-ben ezredes lett a törzskarban és a hadi iskola tanára; 1876-ban a törzskari munkálatok egyik osztályának főnökévé nevezték ki. 
1877-ben a 7. gyalogdandár parancsnokaként részt vett a boszniai hadjáratban, és kiváló teljesítményéért 1882-ben altábornaggyá léptették elő. 1889-ben mint a 7. hadtest vezénylő tábornokát Temesvárra helyezték. 1889-ben táborszernaggyá nevezték ki addigi állomásán.
1887-től a 81. gyalogezred tulajdonosa volt. 1896 februárjában nyugalomba vonult. Több kiváló szakmunka szerzője.

## Művei
- Die Taktik (Bécs, 1890, 2 kötet)
- Die Terrainlehre (uo. 1872)
- Über den Nachrichtendienst (uo. 1870)
- Die Kavallerie in den Schlachten der Zukunft (Teschen, 1874)
- Technik des angriffsweisen Gefechts der Infanterie (Bécs, 1885)
- Die Kavalleriemanöver bei Totis (Teschen, 1895)

### Magyarul
- Tértan. Waldstätten hasonnemű munkája után írta Kránitz János; Pesti Ny., Pest, 1870
- Tereptan. Waldstätten munkája alapján írta Kránitz János; 2., jav. és bőv. kiad.; Ráth, Pest, 1871